# ケプラー539
ケプラー539(Kepler-539)とは地球から見てはくちょう座にあると思われる、太陽に非常によく似たG型主系列星である。2015年4月に、NASAのケプラー宇宙望遠鏡の観測によって、2つの太陽系外惑星が発見された。

## 特徴
| 太陽 | ケプラー539 |
| ---- | ----------- |
| 太陽 | Exoplanet   |

ケプラー539は太陽の1.048倍の質量と0.952倍の半径を持ち、スペクトル型は太陽と同じG2V型である。金属量は太陽とほぼ同じだが、年齢は約10億年と太陽よりかなり若い。ケプラー539は他にKOI-372やKIC 6471021という名称も持つ。

### 惑星系
前述のように、ケプラー539には2つの太陽系外惑星が発見されている。そのうち、内側を公転しているケプラー539bは木星の0.97倍の質量を持つ巨大ガス惑星とされている。ケプラー539の手前を通過することを利用したトランジット法によって発見された。
| 名称 （恒星に近い順） | 質量         | 軌道長半径 （天文単位） | 公転周期 (日)     | 軌道離心率 | 軌道傾斜角    | 半径           |
| --------------------- | ------------ | ----------------------- | ----------------- | ---------- | ------------- | -------------- |
| b                     | 0.97±0.29 MJ | 0.4988±0.0054           | 125.63243±0.00071 | <0.39      | 89.845±0.086° | 0.747±0.016 RJ |

さらに外側を公転しているケプラー539cという別の惑星が発見されている。ケプラー539cはPIKAIA algorithmとParticle Swarm Optimization(PSO)algorithmとでは質量、公転周期、軌道離心率、軌道傾斜角の値に大きな差がある。今のところ下の表の5つのパターンがある。
ケプラー539cはトランジット法ではなく、ケプラー539bの公転周期の変動から発見された(トランジットタイミング変化法、TTVと呼ばれる)。その為、ケプラー539cの半径と軌道長半径は不明である。同様の方法で発見された惑星は他にケプラー19cやケプラー46cなどがある。
| ケプラー539cのデータ | ケプラー539cのデータ | ケプラー539cのデータ | ケプラー539cのデータ | ケプラー539cのデータ | ケプラー539cのデータ |
| アルゴリズム名       | 質量 (MJ)            | 公転周期 (d)         | 軌道離心率           | 軌道長半径 (au)      |                      |
| -------------------- | -------------------- | -------------------- | -------------------- | -------------------- | -------------------- |
| PIKAIA               | 3.6+0.3 −0.23        | 1040+30 −19          | 0.432+0.01 −0.006    | 2.04 ± 0.04          |                      |
| PSO                  | 1.27 ± 0.05          | 1705+70 −49          | 0.605+0.009 −0.005   | 2.84 ± 0.08          |                      |
| PIKAIA               | 1.2 ± 0.11           | 945+7 −6             | 0.448 ± 0.01         | 1.91 ± 0.02          |                      |
| PIKAIA               | 2.72+0.15 −0.19      | 1784+66 −59          | 0.563 ± 0.01         | 2.92 ± 0.08          |                      |
| PSO                  | 2.28+0.15 −0.16      | 963+29 −27           | 0.457 ± 0.009        | 1.94 ± 0.05          |                      |